# دوست محمد الهروي

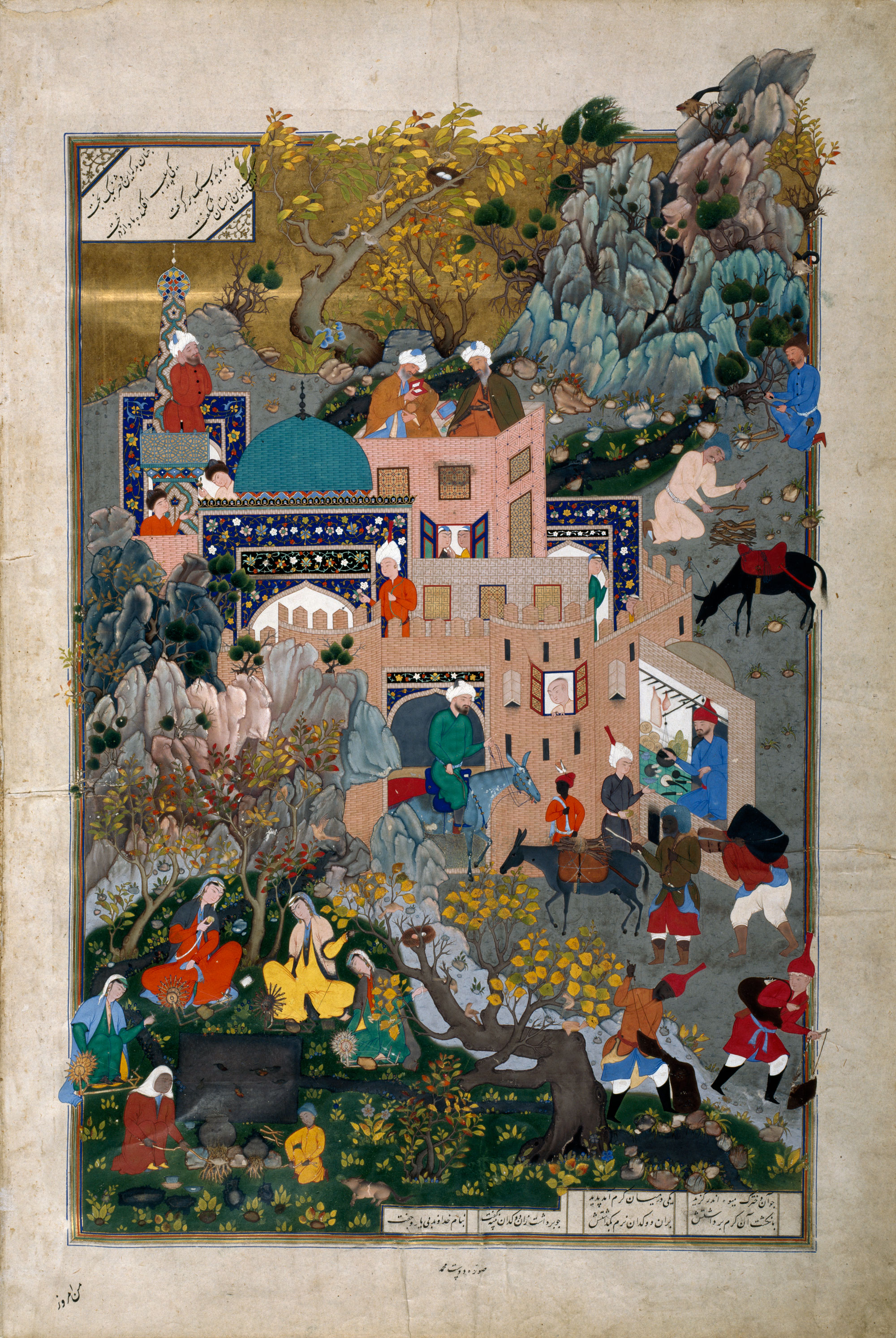
قصة هفتواد والدودة، من الشاهنامه بقلم دوست محمد، متحف آغا خان، حوالي عام 1540، من الشاهنامه الطهماسبية

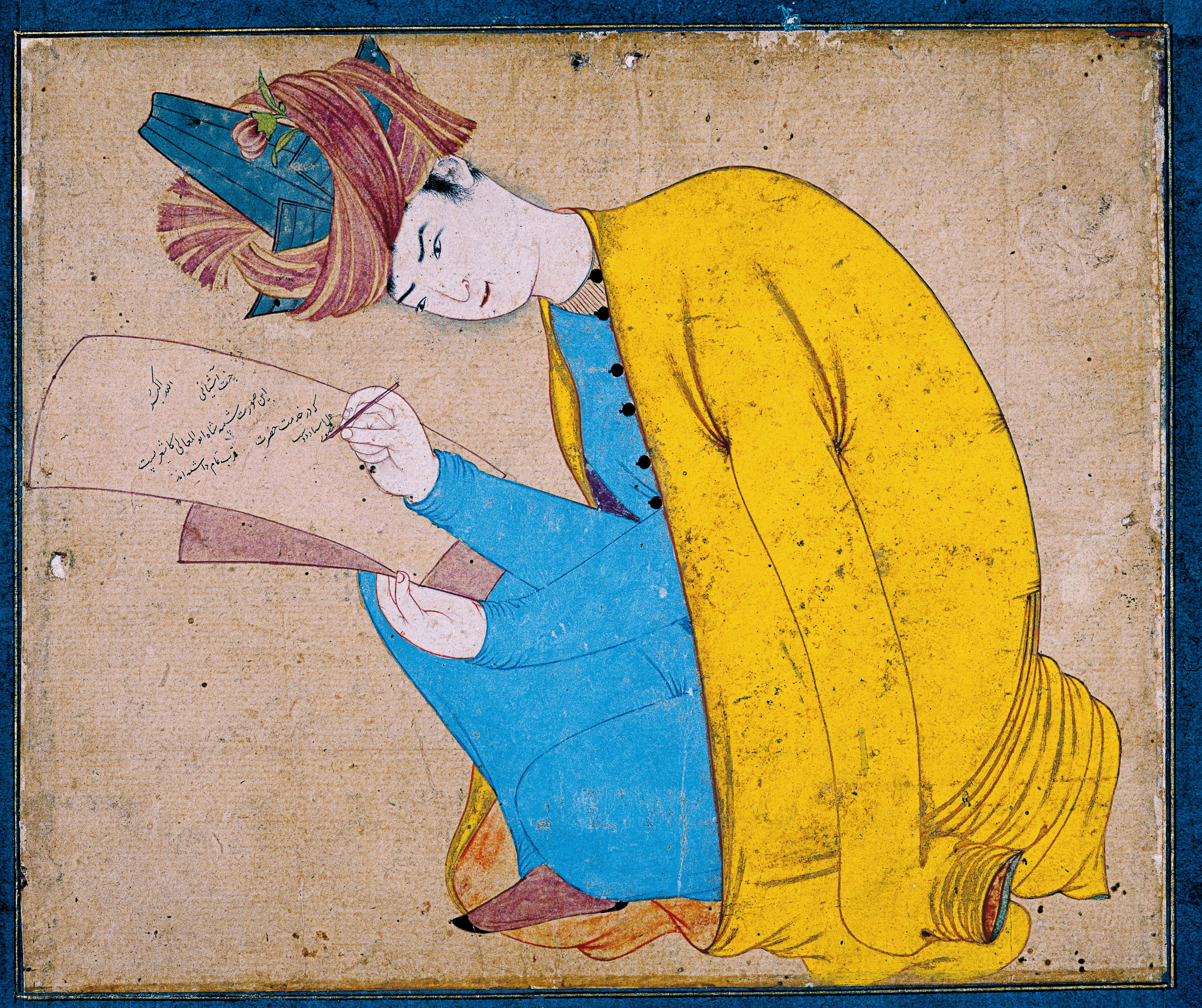
دوست محمد، صورة الشاه أبو المعالي، ج. 1556، مجموعة الآغا خان

كان دوست محمد رسامًا فارسيًا للمنمنمات، وخطاطًا، ومؤرخًا فنيًا، نشط من حوالي عام 1510 إلى عام 1564. وفي وقت لاحق من حياته عمل في الهند.